# Editorial Media Vaca
La editorial Media Vaca es una pequeña editorial de libros ilustrados, infantiles y de adultos, con sede en Valencia (España). Fue fundada en 1998 por Begoña Lobo y Vicente Ferrer, editores y únicos empleados. Publica tres títulos al año.
Ha publicado libros escritos por Max Aub, Gloria Fuertes, Pablo Neruda, Bernardo Atxaga e ilustrados por Arnal Ballester, Artur Heras, Miguel Calatayud, Ajubel, Isidro Ferrer y Noemí Villamuza entre muchos otros.
Media Vaca se dedica desde 1998 a inventar libros muy ilustrados dirigidos a lectores de todas las edades
El catálogo de la editorial se compone en la actualidad de setenta y siete títulos repartidos en siete colecciones y responde, más que a criterios comerciales y de novedad, al gusto personal y caprichoso de los editores. Gran parte de lo que publicamos tiene que ver, quizá, con el humor, la poesía y el misterio que animan las variadas manifestaciones de la cultura popular. Nos sentimos asimismo deudores del trabajo de aquellos artistas gráficos que en todos los tiempos han buscado la comunicación con el público más amplio y desconocido (a pesar de que la mayor parte de las veces ese público amplio y desconocido ni se ha interesado por conocer sus nombres ni ha sabido que esas obras le estaban dedicadas).
El cuidado y el esfuerzo que requiere cada nuevo proyecto de Media Vaca sólo permite la publicación de tres títulos por año, que, en días señalados, y si las circunstancias son propicias, pueden ser consultados en bibliotecas públicas o adquiridos a través de las mejores librerías.

## Premios
- 2022: Segundo premio en la categoría de Libros de Arte de los Premios Libros Mejor Editados del Ministerio de Cultura: Trasmundo de Goya.
- 2019: Mención en la categoría New Horizons de los premios BolognaRagazzi Award en la Feria del Libro para Niños de Bolonia: Museo Media Vaca.
- 2018: Premio Nacional a la Mejor Labor Editorial Cultural. Ministerio de Cultura y Deporte.
- 2016: Premios Gràffica
- 2016: Bologna Ragazzi Award, categoría «Non Fiction», a la colección Libros para mañana
- 2015: Mejor Libro Valenciano, por ¡Fuego!
- 2011: Premio a la Labor Editorial. Feria del Libro, la Lectura y las Industrias Culturales de Castilla-La Mancha.
- 2010: Premio Visual de Diseño de Libros a la trayectoria editorial.
- 2009: Bologna Ragazzi Award, categoría «Fiction», al libro Robinson Crusoe.
- 2007: Medalla FAD (Foment de les Arts i del Disseny) a Media Vaca
- 2006: Premio AEDP (Asociación Española de Profesionales de Diseño) de Diseño Gráfico a Media Vaca
- 2006: Premio Cálamo al Mejor Libro al Libro de las preguntas.
- 2006: Mejor Libro Valenciano, por Libro de las preguntas.
- 2005: Premio al Libro Mejor Editado del Ministero de Cultura: Libro de nanas.
- 2004: Premio Cálamo Extraordinario al libro No hay tiempo para jugar.
- 2003: Premio al Libro Mejor Editado del Ministero de Cultura: Garra de la guerra.
- 2002: Mejor Libro Valenciano, por Mis primeras 80.000 palabras.
- 2002: Bologna Ragazzi Award «Fiction», al libro Señor Korbes y otros cuentos de Grimm.
- 2002: Bologna Ragazzi Award, categoría «Non Fiction», al libro Una temporada en Calcuta.
- 2001: Mejor Libro Valenciano, por El señor Korbes y otros cuentos de Grimm.
- 2001: Premio Cultura. Club Diario Levante, Valencia.
- 2000: Mejor Libro Valenciano, por Los niños tontos.
- 2000: Premio a las Mejores Ilustraciones del Ministerio de Cultura por 100 greguerías ilustradas
- 1999: Premio a las Mejores Ilustraciones del Ministerio de Cultura por Narices, buhitos, volcanes
- 1999: Premio al Libro Mejor Editado del Ministerio de Cultura: Pelo de Zanahoria.